# Социалистическая рабочая партия Германии (1875)
Социалистическая рабочая партия Германии (нем. Sozialistische Arbeiterpartei Deutschlands, SAP) — социалистическая партия в Германской империи. Образована в мае 1875 году в результате слияния Социал-демократической рабочей партии и Всеобщего германского рабочего союза. Большую часть своей истории с 1878 и по 1889 год партия была вынуждена действовать в условиях репрессивного «Закон о социалистах». В 1890 году сменила название на Социал-демократическую партию Германии (СДПГ), под которым она известна до сих пор.

## Готский съезд
Первые руководители СРПГ
С 1869 года существовали две крупные немецкие рабочие партии, Социал-демократическая рабочая (SDAP), созданная Августа Бебеля и Вильгельма Либкнехта в 1866 году как Саксонская народная партия, и Всеобщий германский рабочий союз (ADAV), основанный Фердинандом Лассалем в 1863 году. Обе придерживались социал-демократических взглядов, но расходились по ряду вопросов, в первую очередь по национальному. В то время как ADAV выступала за малогерманский путь объединения под руководством Пруссии, а SDAP за великогерманский. После основания в 1871 году единого германского государства проблема выбора пути объединения отпала сама собой. Наоборот, в повседневной политике, особенно в Рейхстаге, между обеими партиями было больше сходства, чем различий. Кроме того, их дальнейшему сближению способствовало давление властей, озабоченных ростом популярности социал-демократических идей. Всё вместе это привело к созданию совместной программной комиссии и, наконец, к объединению обеих партий. Объединительная партийная конференция «эйзенахцев» (названных по месту основания SDAP) с более умеренными «лассальянцами» прошла с 22 по 27 мая 1875 года в Готе. В то время в ADAV насчитывалось 15 322 члена, которых на съезде представляли 74 делегата, в SDAP — 9 121 член, от которых было 56 делегатов.
На конференции было решено объединить обе организации в одну, названную Социалистическая рабочая партия Германии, и принята программа объединённой партии, известная как «Готская программа». С точки зрения содержания это был компромисс между двумя партиями, содержавшая элементы программ как SDAP, так и ADAV. В ней провозглашалось, что Социалистическая рабочая партия Германии будет «всеми законными средствами добиваться свободного государства и социалистического общества, нарушения железного закона о заработной плате путём уничтожения системы наёмного труда, уничтожения эксплуатации во всех её формах, устранение всякого социального и политического неравенства».
В то время как желание освободить рабочих от гнёта железного закона заработной платы исходило от лассальянцев из ADAV, вторая часть программы в значительной степени соответствовала марксистским идеям «эйзенахцев». Несмотря на это Карл Маркс немедленно подверг резкой критике «Готскую программу» и заявил, что «лассальянская секта» восторжествовала. Однако по просьбе «эйзенахцев» статья с критикой не была опубликована немедленно, а вышла только в 1890 году. В ответ Август Бебель указывал критикам, что главное не теоретическая двусмысленность, а сам «факт соглашения».
Высшим органом новой партии стал партийный съезд, который избирал исполнительный орган партии. Штаб-квартира располагалась в Гамбурге. Сопредседателями были избраны Вильгельм Газенклевер, бывший председатель ADAV, и Георг Вильгельм Хартманн из SDAP. Секретарями стали Игнац Ауэр и Карл Деросси, Август Бебель стал председателем контрольной комиссии. За партийные финансы отвечал Август Гейб. таким образом в партийном руководстве было 3 «лассальяна» и 2 «эйзенахца» (Бебель и Ауэр).
В дополнение к программе в Готе обсуждались отношения с профсоюзами. Делегаты пришли к выводу о необходимости объединения профосюзов, поскольку оно способствовало делу рабочих. Сразу после объединительной партийной конференции последовал профсоюзный съезд, на котором было принято решение об объединении местных союзов в центральные. Несмотря на соблюдение принципа политического нейтралитета, членов профсоюзов попросили присоединиться к новой партии.

## Развитие до «Закона о социалистах»

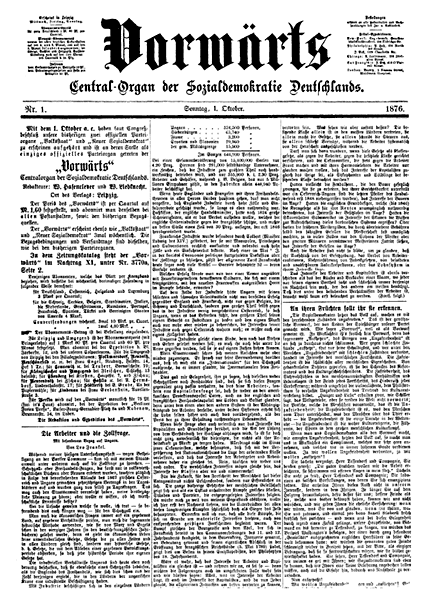
Первая страница первого номера газеты Vorwärts (1 октября 1876 года).

Новая партия с самого начала оказалась под пристальным вниманием властей, которые препятствовали её работе. Уже в марте 1876 года берлинский прокурор Герман Тессендорф, прославившийся своими репрессиями против социал-демократов и профсоюзных деятелей, ходатайствовал о запрещении партии и особенно её организации в Берлине в рамках прусского закона об ассоциациях. Из-за надвигавшегося запрета партийный съезд 1876 года был также известен как Всеобщий социалистический съезд. На нём было решено объединить печатные органы SDAP и ADAV, Volksstaat и Neuer Social-Demokrat. На тот момент партия, насчитывавшая 291 отделение и около 38 000 членов, издавала 38 газет и журналов, в том числе 21 местную газету, 11 профсоюзных, одну развлекательная и три юмористические. С 1 октября 1876 года новым центральным печатным органом партии стала специально учреждённая в Лейпциге ежедневная газета Vorwärts. Возглавили новую газету Вильгельм Либкнехт и Вильгельм Газенклевер. Из-за политических преследований вместо исполнительного совета была избрана центральная избирательная комиссия из пяти человек с почти неограниченными полномочиями. Местонахождением тела был Гамбург. В Бремене работала ревизионно-контрольная комиссия из семи человек.
На первых в своей истории выборах в Рейхстаг в 1877 году партия баллотировалась в 175 округах и получила более 490 000 голосов (9,1 %), то есть на 36 % голосов больше, чем две предыдущие партии вместе взятые получили в 1874 году. Однако из-за неблагоприятного распределения избирательных округов социал-демократы завоевали только 13 мандатов. Но даже так партия стала четвёртой политической силой страны по количеству мест в парламенте. Другие данные также дают понять, что, несмотря на репрессии, социал-демократы значительно расширили своё влияние. Либеральный политик Людвиг Бамбергер заявил, что газеты социал-демократической партии имеют более 135 000 подписчиков.
В 1878 году на кайзера Вильгельма I было совершено два безуспешных покушения: 11 мая в него стрелял из револьвера Макс Хёдель, а 2 июня — пытался застрелить из ружья Карл Нобилинг, тяжело ранив императора. Бисмарк использовал эти нападения как повод для принятия более строгих и эффективных мер против социал-демократов, популярность которых среди рабочих росла. Несмотря на то, что Хёдель был исключен из СРПГ, после чего примкнул к анархистам, а нападение Нобилинга было вызвано личными предубеждениями, сразу после этого началась широкая агитация против социал-демократов, которых обвинили в обоих покушениях. Ещё в мае 1878 года — после первого покушения на кайзера — Бисмарк представил проект «Закона о предотвращении социал-демократических эксцессов» (нем. Gesetzes zur Abwehr sozialdemokratischer Ausschreitungen), который, однако, был отклонён рейхстагом подавляющим большинством голосов. После второго покушения Бисмарк использовал последовавшее за этим возмущение общественности для роспуска рейхстага и кампании против социал-демократов, которых он обвинил в идейном пособничестве террористам. Во вновь избранном рейхстаге был представлен ужесточённый проект «Закона о социалистах», по поводу которого возникли споры между отдельными парламентскими группами. 19 октября 1878 года сторонники ужесточённого законопроекта победили: 221 голосом против 149.

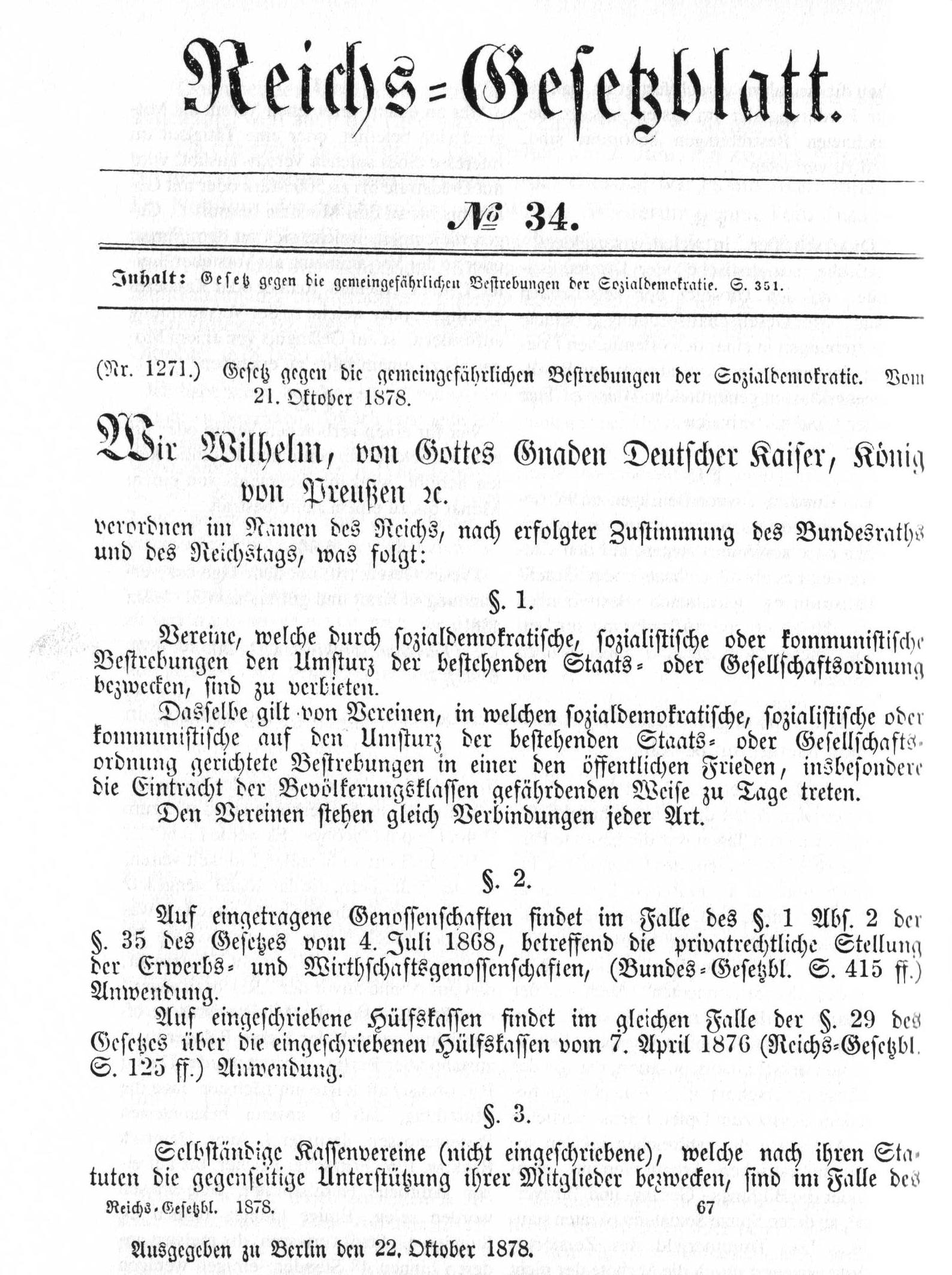
«Закон против общественно опасных опасных стремлений социал-демократии» в «Вестнике имперских узаконений» (1878 год).

Распуская Рейхстаг, Бисмарк надеялся укрепить позиции правых сил в Рейхстаге. В дополнение к борьбе против социал-демократии выборы были долгожданной возможностью для дальнейшего продвижения консервативного поворота во внутренней политике. В результате голосования 1878 года социал-демократы потеряли по сравнению с 1877 годом 12 % своих голосов и три мандата, а либералы, выступавшие против исключительного законодательства, потеряли 39 мест в Рейхстаге.
После окончания первого чтения нового законопроекта лидеры парламентской группы и партии обсудили дальнейший путь в Гамбурге. После ожесточённых дебатов партия решила самораспуститься до вступления закона в силу. Тем не менее, штаб-квартира в Лейпциге продолжала действовать. Лидеры партии отвергли чрезмерную активность, опасаясь усиления репрессий, призвав своих сторонников «Не давайте себя спровоцировать!».

## Жизнь при «Законе о социалистах»

### Действие и ограничения Закона
Печатные органы СРПГ
19 октября 1878 года рейхстаг принял «Закон против общественно-опасных стремлений социал-демократии» (сокращённо — «Закон о социалистах») 221 голосом против 149 голосов социал-демократов, центристов и прогрессистов. В соответствии с ним власти могли запрещать клубы и ассоциации, печатные издания, собрания и сбор средств. Агитаторов можно было выселить из определённых районов, а у определенных групп отозвать лицензии на ведение бизнеса. Однако Отто фон Бисмарк потерпел неудачу в парламенте с попыткой лишить социал-демократов активного и пассивного избирательного права. Первоначально действие закона было ограничено тремя годами, но впоследствии он регулярно продлевался.
Таким образом, социал-демократическая партия ушла в подполье на двенадцать лет. Её партийный орган Vorwärts был запрещен, как и публичные выступления и партийные собрания. Только две партийные газеты не были запрещены, поскольку были политически нейтральными. Профсоюзы также были запрещены. При этом парламентская группа SAP, в которую входили Вильгельм Либкнехт, Август Бебель и Вильгельм Газенклевер, продолжала действовать, так как депутаты от социал-демократов сохранили свои мандаты. Многие члены партии были вынуждены эмигрировать или были изгнаны из мест своего проживания в рамках так называемого «малого осадного положения», которое было временно введено в некоторых опорных пунктах SAP (например, в Берлине, Гамбурге, Лейпциге и Франкфурте-на-Майне) в рамках «Закона о социалистах». Высланные также лишились средств к существованию, и многие из них были вынуждены эмигрировать, в основном в США.
Члены партии продолжали поддерживать связь друг с другом на неформальном уровне под видом групп пения или поддержки. Похороны видных членов партии превращались в массовые митинги, показывая что социал-демократическое движение в Германии продолжает своё существование. Так, Августа Гейба в Гамбурге в 1879 году и Вильгельма Бракке в Брауншвейге в 1880 году в последний путь провожали более 30 000 человек. Поскольку легальная работа с прессой в Рейхе была невозможна, газеты и журналы издавались за границей и контрабандой ввозились в Германию. 28 сентября 1879 года в Цюрихе вышел первый пробный номер новой партийной газеты Sozialdemokrat. В то время как Маркс и Энгельс отказались работать с партией из-за идеологических разногласий, Карл Каутский и Эдуард Бернштейн, среди прочих, писали для её газеты, а ответственным редактором стал Георг фон Фольмар. В последующие годы газеты германских социал-демократов выходили всё возрастающими тиражами, а в конце концов некоторые из них даже печатались в самом Рейхе. Уже в 1883 году тираж газеты Sozialdemokrat, редакция которой со временем была вынуждена перебраться в Лондон, достиг 5000 экземпляров, а к середине 1880-х годов продавалось около 12 000 экземпляров каждого выпуска. Ввозом партийной литературы в Германию занималась «Красная полевая почта» Йозефа Белли и Юлиуса Моттелера. Менее строгое исполнение «Закона о социалистах» в Южной Германии позволило с 1883 года начать издавать в Штутгарте теоретический журнал Die Neue Zeit. Издателем стал Карл Каутский. В Берлине с 1884 года стала легально выходить газета Berliner Volksblatt, со временем ставшая печатным органом партии вместо Sozialdemokrat. Среди редакторов были Франц Меринг и Георг Ледебур. Уже в 1879 году в Вильгельм Блос в Гамбурге стал издавать социал-демократический сатирический журнал Der wahre Jacob, который с перерывами выходил до 1933 года.
В целом, существовали региональные и временные различия в применении закона. В Пруссии его применяли более строго, чем, например, в Бадене. В 1881—1883 годах можно наблюдать более мягкую практику, а с 1886 года она значительно ужесточилась. В этот период, в частности, увеличилось количество уголовных преследований социал-демократов.

### Выборы и внутренние события
Поскольку партийные съезды проводить в Германии было уже невозможно, их проходили за границей. Первый съезд с момента вступления в силу «Закона о социалистах» состоялся в августе 1880 года в Виденском замке в швейцарском Оссингене. Рассмотрев организационных вопросов, делегаты также выступили против анархистских тенденций в некоторых частях партии. Два наиболее известных представителя этих течений — Иоганн Мост и Вильгельм Гассельман — были официально исключены из SAP. Кроме того, делегаты решили убрать из программы партии слово «законный», так как теперь оно утратило смысл. Следующий партийный съезд состоялся в Копенгагене в 1883 году.
На выборах в рейхстаг 1881 года, партия набрала 6,1 % голосов, что значительно меньше, чем на предыдущих выборах, но, учитывая тот факт, что социал-демократы действовали подпольно, это был замечательный успех. С двенадцатью депутатами Рейхстага Социалистическая группа стала ещё сильнее, чем раньше. Однако Август Бебель, один из главных лидеров, потерпел поражение в нескольких повторных выборах и вернулся в парламент только в 1883 году. Принятие по инициативе рейхсканцлера Бисмарка ряда законов о социальном обеспечении, также должно было послужить противодействию влиянию социал-демократии среди рабочих. Этот шаг стал косвенным признанием правящих элит того, что социал-демократию нельзя победить одними репрессиями.
Выборы в рейхстаг 1884 года имели большой успех для партии и показали, что законодательство о социальном обеспечении малоэффективно как инструмент против социал-демократии. На этих выборах за SAP проголосовало почти 550 тысяч избирателей (9,7 % голосов). Количество голосов, отданных за социал-демократов, выросло на 76 %, а количество полученных мандатов выросло в 2 раза, с 12 до 24. Их успеху способствовало и то, что Рейхстаг заранее определил, что регистрация избирательных собраний не подпадает под действие «Закона о социалистах», тем самым дав SAP возможность провести почти полноценную избирательную кампанию. В то же время, успех социал-демократов на выборах привёл к ужесточению репрессивной политики властей.
Руководящая группа вокруг Бебеля, Энгельса и молодого Бернштейна опасалась, что успех на выборах и расширение Социалистической группы в Рейхстаге приведут к появлению «парламентских иллюзий». Фактически, в 1884—1885 году во время спора о субсидиях для почтовых пароходных линий с заморскими странами внутри партии произошёл глубокий кризис. Отправной точкой был вопрос о том, имеет ли смысл сохранять «колониально-политические субсидии» ради рабочих мест в Рейхе во времена экономического кризиса. Против выступило так называемое «принципиальное меньшинство», во главе с Бебелем, большинство парламентской группы поддержало субсидии от имени своих избирателей. Конфликт между большинством парламентской фракции и рядом влиятельных деятелей партии не удалось преодолеть даже с помощью компромиссного предложения Либкнехта. Газета Sozialdemokrat была полностью на стороне Бебеля, и парламентская фракция в конце концов была вынуждена отказаться от попыток контролировать газету. Хотя газета согласилась в дальнейшем освещать парламентскую работу без полемики, в конечном итоге группа Бебеля одержала верх и 23 марта 1885 года Социалистическая группа проголосовала за отклонение законопроекта о субсидиях. Примечательно, что Либкнехт, который в прошлом довольно критически относился к парламентаризму, в это время играл уравновешивающую роль в парламентской группе, а также чрезвычайно серьёзно отнёсся к своему мандату.
Кульминацией антисоциал-демократических мер стал так называемый «процесс тайного общества», проходивший с 26 июля по 4 августа 1886 года в окружном суде Фрайберга в Саксонии. Группа ведущих членов партии обвинялась в причастности к созданию тайного общества, доказательством чего, по версии обвинения, стало их участие в съездах в Оссингене и Копенгагене. Игнац Ауэр, Август Бебель, Карл Фроме, Карл Ульрих, Луи Вирек и Георг фон Фольмар были приговорены к девяти месяцам тюремного заключения каждый, а ряд других подсудимых — к шести месяцам тюремного заключения каждый. За этим процессом последовали дальнейшие разбирательства против участников двух съездов. В одном только Франкфурте 35 человек были приговорены к лишению свободы на срок до одного года, а в Магдебурге в 1887 году были осуждены 51 человек.
Несмотря на репрессии на выборах в Рейхстаг 1887 года социал-демократы смогли набрать 10,1 % голосов, но получили только 11 мандатов, так как часто проигрывали в повторных выборах кандидатам либеральной Партии свободомыслящих, так что новая парламентская группа оказалась значительно меньше предыдущей.
В октябре 1887 года в швейцарском Санкт-Галлене состоялся очередной съезд германской социал-демократии. Его участники подтвердили прежнее отношение партии к парламентской деятельности, которая рассматривалась прежде всего с агитационной точки зрения. Кроме того, вновь резкой критике подвергся анархизм. В то же время было решено, что впредь не будет никаких предвыборных соглашений с какой-либо буржуазной партией, например, во втором туре выборов. Также была создана комиссия для пересмотра программы партии. Только на этом съезде Бебель смог в полной мере утвердить свою бесспорную руководящую роль в партии и парламентской фракции, которую он сохранял до самой смерти.

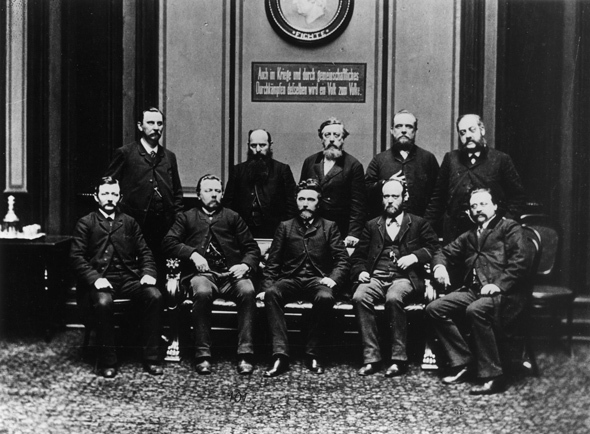
Члены фракции СРПГ в Рейхстаге в 1889 году. Сидят слева направо: Георг Шумахер, Фридрих Харм, Август Бебель, Генрих Мейстер и Карл Фроме. Стоят: Иоганн Генрих Вильгельм Дитц, Август Кюн, Вильгельм Либкнехт, Карл Грилленбергер и Пауль Зингер).

К концу 1880-х годов одобрение антисоциалистического закона в Рейхстаге стало ослабевать. В 1888 году большинство депутатов всё таки согласились на его продление ещё на два года, но отвергло все меры ужесточения, которых требовало правительство. В то же время, под давлением правительства Германии Швейцария выслала редакторов Der Sozialdemokrat, и с тех пор газета издавалась в Лондоне.
Тем временем, на международном уровне предпринимались попытки основать новый Интернационал, международное объединение рабочих партий, взамен распавшегося в 1876 году Международного товарищества рабочих. Однако различные течения рабочего движения никак не могли договориться. Поэтому в июле 1889 года в Париже параллельно прошли два международных рабочих съезда с одной и той же повесткой дня. Немецкая группа, состоявшая из 82 делегатов, приняла участие в основании Второго Интернационала. Как немецкая секция, SAP считалась самой влиятельной социалистической партией своего времени в Европе, несмотря на то, что была запрещена в своей стране.
К концу 1889 года правительство Рейха представило новый проект ужесточения антисоциалистического закона, который, среди прочего, предусматривал неограниченный срок действия, но потерпело поражение. 25 января 1890 года этот законопроект был отклонен Рейхстагом явным большинством в 169 голосов против 98.
На выборах в Рейхстаг 1890 года оппозиция добилась значительных успехов, в то время как консерваторы и национал-либералы понесли значительные потери. SAP набрала 1,4 миллиона голосов. Это было примерно на 600 000 больше, чем в 1887 году. Получив почти 20 % голосов социал-демократы стали ведущей партией Германии по количеству голосов. Однако, как и на всех предыдущих выборах, им помешало разделение округов, и SAP завоевала только 35 мест, став лишь пятой силой Рейхстага по количеству мандатов.
1 октября 1890 года окончательно истёк срок действия «Закона о социалистах». Всего за период действия закона было запрещено 155 периодических и 1200 непериодических изданий, 900 человек были высланы и 1500 человек приговорены в общей сложности к 1000 годам тюремного заключения.

## После отмены «Закона о социалистах»
В 1890 году с 12 по 18 октября в Галле состоялся первый после отмены антисоциалистического закона партийный съезд социал-демократов. Присутствовало 413 делегатов и 17 иностранных гостей. На повестке дня были: реорганизация партии (докладчик: Игнац Ауэр), программа партии (докладчик: Вильгельм Либкнехт), партийная пресса (докладчики: Игнац Ауэр и Август Бебель), позиция партии в отношении забастовок и бойкотов (докладчики: Карл Грилленбергер и Карл Клосс).
Август Бебель считал агитацию на свободных выборах и деятельность фракции рейхстага наиболее действенными средствами агитации в годы антисоциалистического закона, выступив за продолжение этой тактики и впредь. Съезд партии решил переименовать её в Социал-демократическую партии Германии (СДПГ) и принял новый устав. Организация была построена по цеховому принципу. Местное избирательное объединение рабочих обычно должно было образовывать и местную партийную организацию. Как и в начале истории партии, партийный съезд был назначен высшим органом СДПГ. В промежутках между съездами партией должно было руководить правление из двенадцати человек: двух председателей (ими были избраны Пауль Зингер и Альвин Гериш), двух секретарей, казначея и семи инспекторов. Местом проведения съездов и размещения правления стал Берлин. Правлению было поручено представить к следующему партийному съезду новую программу партии. Ею стала Эрфуртская программа, принятая в 1891 году. Газета Berliner Volksblatt была объявлена новым центральным печатным органом партии вместо закрывшейся газеты Der Sozialdemokrat и с 1 января 1891 года должна была выходить под названием Vorwärts – Berliner Volkszeitung. Съезд партии признал, что забастовки и бойкоты являются оружием рабочего класса, и, как и до антисоциалистического закона, выступил за объединение профсоюзов. Кроме того, партийный съезд провозгласил Первомай постоянным праздником рабочих. Депутатской группе было предложено продолжать представлять в парламенте основные требования социал-демократии против государства и буржуазных партий. Однако в то же время делегаты также выступали за стремление к реформам на базе существующего общества. На партийном съезде впервые возникла внутрипартийная оппозиция, получившая впоследствии название Jungen.

## Последствия «Закона о социалистах»
Антисоциалистический закон вместо того, чтобы ослабить германскую социал-демократию, способствовал возникновению социал-демократической среды как субкультуры, оторванной от «буржуазного общества». Способствующим фактором было то, что партия, которая изначально находилась под сильным влиянием ремесленников и мелкой буржуазии, в 1870-х и 1880-х годах стала классовой партией, основанной на промышленных рабочих. Правительство также не предполагало, что в период запрета реформистские тенденции, в том числе из-за отсутствия вариантов практической реализации, и идеи Лассаля были отодвинуты на задний план в пользу теперь уже принципиальной марксистской линии партии. Лишь немногие немарксисты, такие как Игнац Ауэр, смогли остаться в узком кругу партийного руководства. Сыграла роль и вера в революционную силу исторического процесса. В дополнение к «Анти-Дюрингу» Фридриха Энгельса книга Августа Бебеля «Женщина и социализм» имела особое значение для восприятия и популяризации марксизма. В ней Бебель писал:

Наше изложение показывает, что при осуществлении социализма дело идет не о произвольном разрушении и созидании, но об естественном историческом возникновении. Все факторы, играющие роль, с одной стороны, в процессе разрушения, с другой стороны, в процессе возникновения, действуют так, как они должны действовать.
Оригинальный текст (нем.)Unsere Darlegung zeigt, dass es sich bei der Verwirklichung des Sozialismus nicht um ein willkürliches Einreißen und Aufbeuen, sondern um ein naturgeschichtliches Werden handelt. Alle Faktoren, die in dem Zerstörungsprozess einerseits, im Werdeprozess andererseits ein Rolle spielen, sind Faktoren die Wirken, wie sie wirken müssen.
— August Bebels: Die Frau und der Sozialismus
В целом преследования партии со стороны властей привело к её радикализации. Парламентаризм был отвергнут как иллюзия и главная ставка была сделана на революцию. В то же время, конечно, верили, что «большой взрыв», как любил говорить Бебель, произойдёт сам собой в результате накопления противоречий капиталистической системы. Таким образом, партия смогла взяться за дело революции, не развивая самой революционной деятельности. Революционный словесный радикализм вместе с реформистской практикой определили характер партии в последующие десятилетия и сформировали внутренние конфликты.

## Электоральная история
| Год  | Голоса    | Голоса | Голоса | Места     | Места | Места |
| Год  | Голоса    | %      | +/–    | Места     | +/–   | %     |
| ---- | --------- | ------ | ------ | --------- | ----- | ----- |
| 1877 | 493 447   | 9,1    | ▲ 2,3  | 13 из 397 | ▲ 3   | 3,3   |
| 1878 | 437 158   | 7,6    | ▼ 1,5  | 9 из 397  | ▼ 4   | 2,3   |
| 1881 | 311 961   | 6,1    | ▼ 1,5  | 13 из 397 | ▲ 4   | 3,3   |
| 1884 | 549 990   | 9,7    | ▲ 3,6  | 24 из 397 | ▲ 11  | 6,1   |
| 1887 | 763 102   | 10,1   | ▲ 0,4  | 11 из 397 | ▼ 13  | 2,8   |
| 1890 | 1 427 300 | 19,7   | ▲ 9,6  | 35 из 397 | ▲ 24  | 8,8   |